# Jamie McGuire (pisarka)
Jamie McGuire (ur. 6 listopada 1978 w Tulsie) – amerykańska pisarka romansów, pochodząca z Oklahomy. Jej książki zwykle są określane jako new adult. Zdobyła popularność po publikacji powieści Piękna katastrofa. Kilka jej prac zostało opublikowanych metodą self-publishingu.